# Trnovec, Medvode
Trnovec este o localitate din comuna Medvode, Slovenia, cu o populație de 130 de locuitori.